# Jacob Vilhelm Rode Heiberg
 Der er for få eller ingen kildehenvisninger i denne artikel, hvilket er et problem. Du kan hjælpe ved at angive troværdige kilder til de påstande, som fremføres i artiklen.

Jacob Wilhelm Rode Heiberg (født 19. februar 1860 i Vallø, Danmark, død 19. februar 1946) var en norsk embedsmand. Han var bror til Gunnar Heiberg.
Heiberg blev student 1878, cand. jur. 1884, 1891 fuldmægtig, 1894 bureauchef i Kirkedepartementet, 1890—95 var han sekretær i Præstelønningskommissionen, hvis historisk-statistiske materiale han indsamlede og bearbejdede. 
Heiberg har nedlagt et i betydningsfuldt arbejde på udviklingen af landets undervisningsvæsen, og navnlig af dets arbejderakademier og folkebiblioteker. 1901 fremsatte han i en betænkning sammen med amanuensis K. Fischer og bibliotekar Haakon Nyhuus forslag til en gennemgribende omordning af disse bogsamlingers organisation og administration. 
Det norske skolevæsens tilstand skildrede han med indgående sagkundskab i afhandlingen L'instruction publique de la Norvege à la fin du XIX siécle (også i engelsk udgave), optaget i det officielle værk på fransk og engelsk om Norge, affattet i anledning af Verdensudstillingen i Paris 1900. 
En dokumentsamling af stor historisk-politisk værd og interesse er hans håndbog Unionens Opløsning 1905. En Samling af de officielle norske Aktstykker vedrørende Unionskrisen og Norges Genrejsning som helt suveræn Stat (1906). Heiberg blev 28. maj 1909 konstitueret som borgemester i Kristiania.